# Milanka Opačić
Milanka Opačić (Zagreb, 17. travnja 1968.), hrvatska političarka, potpredsjednica Vlade i ministrica socijalne politike i mladih u dvanaestoj Vladi Republike Hrvatske. Obnašala je dužnost potpredsjednice Hrvatskoga sabora od 14. listopada 2016. do 30. lipnja 2017.

## Životopis
Milanka Opačić diplomirana je politologinja koja je u četiri mandata bila SDP-ova saborska zastupnica. Danas je članica "Hrabrog telefona", udruge za zlostavljanu i zanemarenu djecu.
Rođena je u Zagrebu 17. travnja 1968. gdje je diplomirala politologiju na Fakultetu političkih znanosti.

## Politička karijera
Članica je SDP-a od 1990. godine. Za članicu direkcije SDP-a izabrana je 1992., a u nekoliko navrata bila je članica Glavnog odbora SDP-a i njegova potpredsjednica u dva mandata. Potpredsjednicom stranke postaje 2004. i ponovno 2008. kada je na tu dužnost izabrana na 11. konvenciji SDP-a.
Za zastupnicu u Hrvatskom saboru izabrana je 1992., 2000. i 2003. Na parlamentarnim izborima 2007. ponovno postaje saborskom zastupnicom i potpredsjednicom Kluba zastupnika SDP-a. Tada je bila i predsjednicom saborskoga Odbora za obitelj, mladež i šport.
Kao pripadnica srpske nacionalne zajednice u Hrvatskoj izabrana je u Zastupnički dom Sabora Republike Hrvatske 1992. godine ostvarujući pravo na zastupljenost u Saboru razmjerno udjelu Srba u ukupnom stanovništvu, a na temelju popisa iz 1981. godine.
U Saboru je obnašala i dužnost predsjednice Odbora za ravnopravnost spolova i predsjednice Mandatno-imunitetnog povjerenstva od 2000. do 2002.
Tijekom svog ministarskog mandata ostala je poznata kao "rastrošna ministrica". Naime, na službena putovanja potrošila je pola milijuna kuna, za tehničkog asisistenta savjetinika za EU fondove platila je 850.000 kuna, a za tehničkog asistenta savjetnika za uređenje uredskih prostora ureda državne uprave izdvojila 738.000 kuna iz državnog proračuna. Opačić je sve to negirala, iako je i sama potpisala sporne dokumente. Nansi Tireli iz stranke Hrvatskih laburista podržala je inicijativu za prijavu kriminalne radnje, dok su svi članovi SDP-a negirali dokumente.

## Privatni život
Govori engleski jezik.Godine 2003. posvojila je djevojčicu Lanu.

## Vanjske poveznice
- www.vlada.hr - Milanka Opačić  Arhivirana inačica izvorne stranice od 30. prosinca 2011. (Wayback Machine) (životopis)